# Clavans-en-Haut-Oisans
Clavans-en-Haut-Oisans – miejscowość i gmina we Francji, w regionie Owernia-Rodan-Alpy, w departamencie Isère.
Według danych na rok 1990 gminę zamieszkiwało 88 osób, a gęstość zaludnienia wynosiła 6 osób/km² (wśród 2880 gmin regionu Rodan-Alpy Clavans-en-Haut-Oisans plasuje się na 1532. miejscu pod względem liczby ludności, natomiast pod względem powierzchni na miejscu 794.).